# Naypyidaw
Naypyidaw (Birmaans: နေပြည်တော်, MLCTS: Nepranytau, uitgesproken als [nèpjìdɔ̀]) is sinds 6 november 2005 de hoofdstad van Myanmar. De stad ligt in de divisie Naypyidaw, ongeveer 13 kilometer ten noordwesten van de provinciestad Pyinmana en 320 kilometer ten noorden van de oude hoofdstad Yangon.
De 24e en 25e ASEAN-top en de negende Oost-Azië-top werden in Naypyidaw gehouden. Ook was de stad een gaststad van de Zuidoost-Aziatische Spelen in 2013.
Veel van Naypyidaw is anno 2016 nog in opbouw, hoewel deze door de overheid geplande stad al in 2012 gereed had moeten zijn.
In het oosten van de stad bevindt zich het presidentieel paleis.

## Etymologie
Nay Pyi Daw wordt over het algemeen vertaald als koninklijke stad, koningszetel of koningsverblijf. Het begrip werd traditioneel gebruikt als achtervoegsel voor koninklijke hoofdsteden, zoals Mandalay, dat Yadanabon Naypyidaw genoemd werd. Letterlijk uit het Birmaans vertaald betekent dit koninklijke stad van de zon.

## Geschiedenis
De geschiedenis van Naypyidaw begint redelijk recent. De stad is ontstaan in een scrubland drie kilometer ten westen van Pyinmana, waar de opbouw van de stad in 2002 begon. Het State Peace and Development Council huurde minstens 25 bedrijven in om de stad te bouwen.
Het leger begon op 6 november 2005 met de verhuizing van de ministeries van Yangon naar Naypyidaw. Vijf dagen later, op 11 november, vertrok er een tweede konvooi met 1100 vrachtwagens met elf militaire bataljons en elf ministeries uit Yangon. De haast leidde tot een gebrek aan scholen en andere openbare voorzieningen. Hierdoor konden kinderen moeilijk in de stad opgroeien, waardoor de ministers en ander personeel voor een tijd gescheiden moesten leven van hun gezin. De overheid verbood in eerste instantie de gezinnen naar Naypyidaw te verhuizen. Militaire hoofdkwartieren waren gevestigd in een apart deel van de nieuwe hoofdstad, verwijderd van de overheidsgebouwen. Burgers mochten beide gebieden niet betreden en mochten hun ondernemingen alleen maar exploiteren in de daarvoor bedoelde bedrijfsgebieden.
Op 27 maart 2006, de nationale feestdag van Myanmar, marcheerden meer dan 12.000 soldaten door de hoofdstad in een parade ter gelegenheid van de Dag van de Krijgsmacht. Op die feestdag viert Myanmar de opstand tegen de Japanse bezetting in Myanmar. De stad kreeg tijdens deze ceremonie officieel de naam "Naypyidaw". Voor de ceremonie had de stad nog geen officieel naar buiten gebrachte naam. Het werd in het begin aangeduid als "de hoofdstad nabij Pyinmana".

### Gedachtegang achter het verhuizen van de hoofdstad
Naypyidaw ligt centraler en strategischer dan de oude hoofdstad Yangon. Het is ook een vervoersknooppunt, grenzend aan Shan, Kayah en Kayin. Men was van mening dat een sterkere aanwezigheid van het leger en overheidsorganen zou zorgen voor wat stabiliteit in deze van oudsher turbulente regio's. Voornamelijk omdat de staat Shan bekendstaat om zijn vele heidense legers. Hoewel het State Peace and Development Council het vuren staakt met de meeste legers, zijn er toch gebieden boven de Salween die hevig door China worden beïnvloed. Andere regio's binnen de staat staan onder toezicht van het staatsleger van Shan. De officiële verklaring voor de verhuizing was dat Yangon te druk en te dichtbevolkt raakte en er in de toekomst geen ruimte voor uitbreidingen zou zijn.
Sommige westerse diplomaten dachten dat de verhuizing te maken had met de Birmaanse angst voor buitenlandse aanvallen. Omdat Yangon aan de kust ligt, zou het kwetsbaarder zijn voor amfibische oorlogvoering. In Myanmar doet het verhaal de ronde dat de militaire chef door een astroloog werd gewaarschuwd voor een dergelijke aanval.

## Geografie
Naypyidaw is gelegen tussen het Pegu Yoma-gebergte en het Hoogland van Shan. De stad beslaat een oppervlakte van 7054,4 km².
Op enkele kilometers van de stad liggen twee dammen: aan de noordzijde de dam van Chaungmagyi en zuidelijk de dam van Ngalaik. Verder weg ligt de dam van Yezin, in het noordoosten.

### Klimaat
Naypyidaw heeft een warm tropisch klimaat met droge winters.
| Maand                                    | jan  | feb  | mrt  | apr  | mei   | jun   | jul  | aug   | sep   | okt   | nov  | dec  | Jaar    |
| ---------------------------------------- | ---- | ---- | ---- | ---- | ----- | ----- | ---- | ----- | ----- | ----- | ---- | ---- | ------- |
| Gemiddelde temperatuur (°C)              | 22,5 | 24,8 | 28,6 | 31,2 | 30,3  | 28    | 27,4 | 27,3  | 28    | 27,6  | 25,5 | 22,7 | 27      |
|                                          |      |      |      |      |       |       |      |       |       |       |      |      |         |
| Neerslag (mm)                            | 5    | 1    | 2,2  | 30,4 | 154,7 | 260,9 | 320  | 261,1 | 225,4 | 155,1 | 43,5 | 10,2 | 1.469,5 |
| Zonuren (uur/dag)                        | 9    | 10   | 10   | 9    | 7     | 4     | 4    | 4     | 5     | 6     | 8    | 8    | 7       |
| Regendagen (dag)                         | 0,7  | 0,3  | 0,6  | 3,1  | 14,1  | 21    | 23,1 | 23,7  | 18,8  | 11,5  | 4,5  | 1,2  | 122,6   |
| Relatieve luchtvochtigheid (%)           | 62,8 | 53,8 | 50,4 | 51,5 | 66,7  | 77,1  | 78,8 | 80,9  | 79,5  | 77,5  | 73,1 | 68,8 | 68,5    |
| Bron: (en) geraadpleegd op 22 maart 2015 |      |      |      |      |       |       |      |       |       |       |      |      |         |

## Stadsbeeld en zones

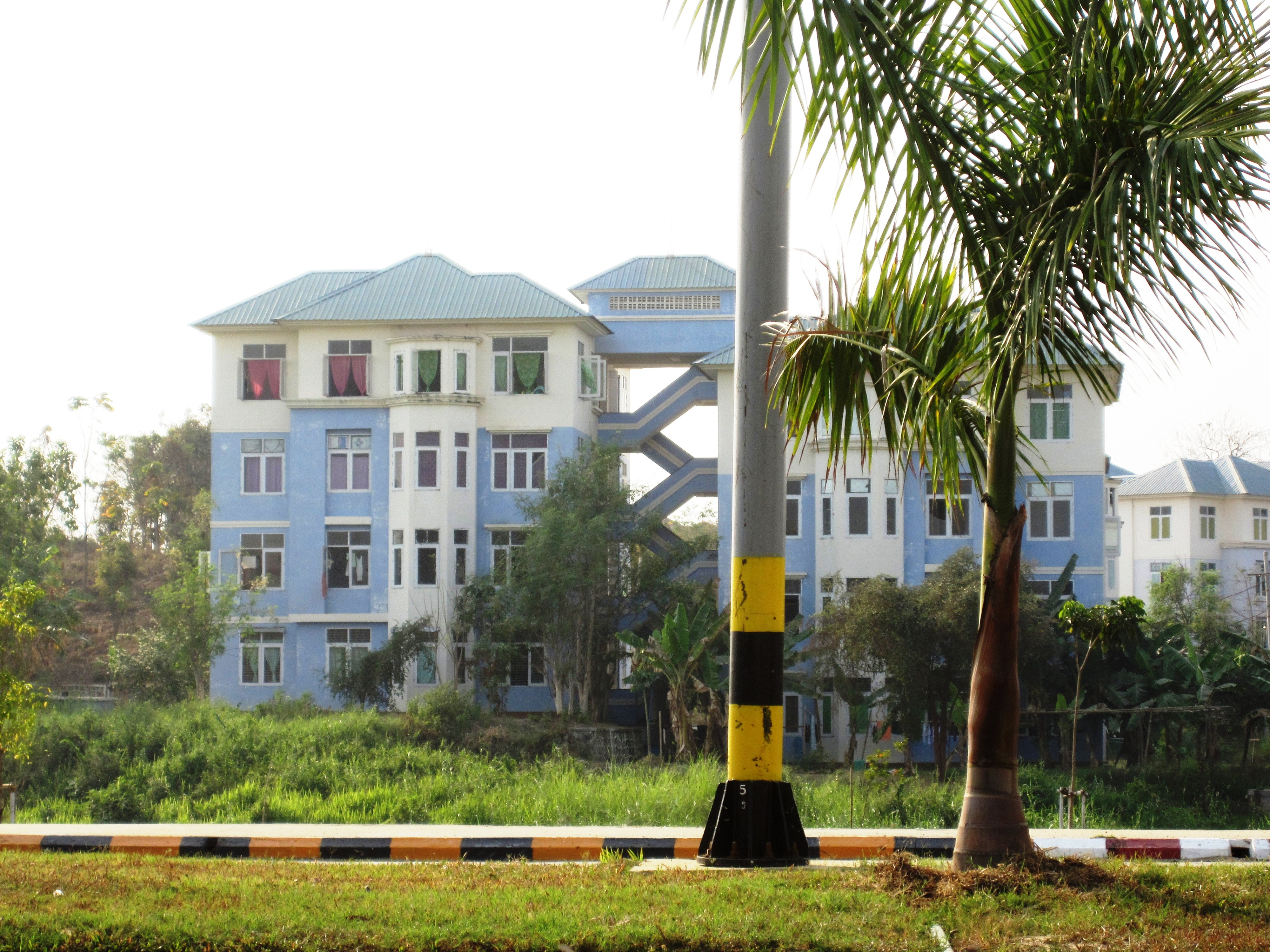
Appartementencomplex in de residentiële zone.

Naypyidaw is verdeeld in een aantal zones, waarvan een aantal niet toegankelijk is voor burgers.

### Residentiële zone
De residentiële zone is strak uitgevoerd en appartementen zijn toegewezen volgens rang en burgerlijke staat. De stad had in 2007 circa 1.200 vier-verdieping-appartementen. De daken van de gebouwen zijn gekleurd volgens de banen van hun bewoners: zo wonen medewerkers van het Ministerie van Volksgezondheid in appartementen met blauwe daken en medewerkers van het Ministerie van Landbouw wonen onder groene daken. Hooggeplaatste regeringsfunctionarissen wonen in grote herenhuizen, waarvan er circa vijftig in de stad zijn. Een deel van de bevolking leeft in sloppenwijken aan de rand van de stadsgrens.

### Militaire zone
Hooggeplaatste legerofficieren en andere belangrijke ambtenaren leven elf kilometer van de reguliere overheidsmedewerkers af in een complex, afgesloten voor gewone burgers. De stad heeft ook een militaire basis, die niet toegankelijk is voor de burgers of ander personeel zonder schriftelijke toestemming. In de militaire zone hebben de wegen acht rijstroken, zodat kleine militaire vliegtuigen kunnen landen in een noodsituatie.

### Ministeriële zone
De ministeriële zone huisvest de hoofdkantoren van de ministeries, welke allemaal identiek aan elkaar gebouwd zijn. Deze zone is zonder toestemming niet toegankelijk voor gewone burgers.

### Hotelzone

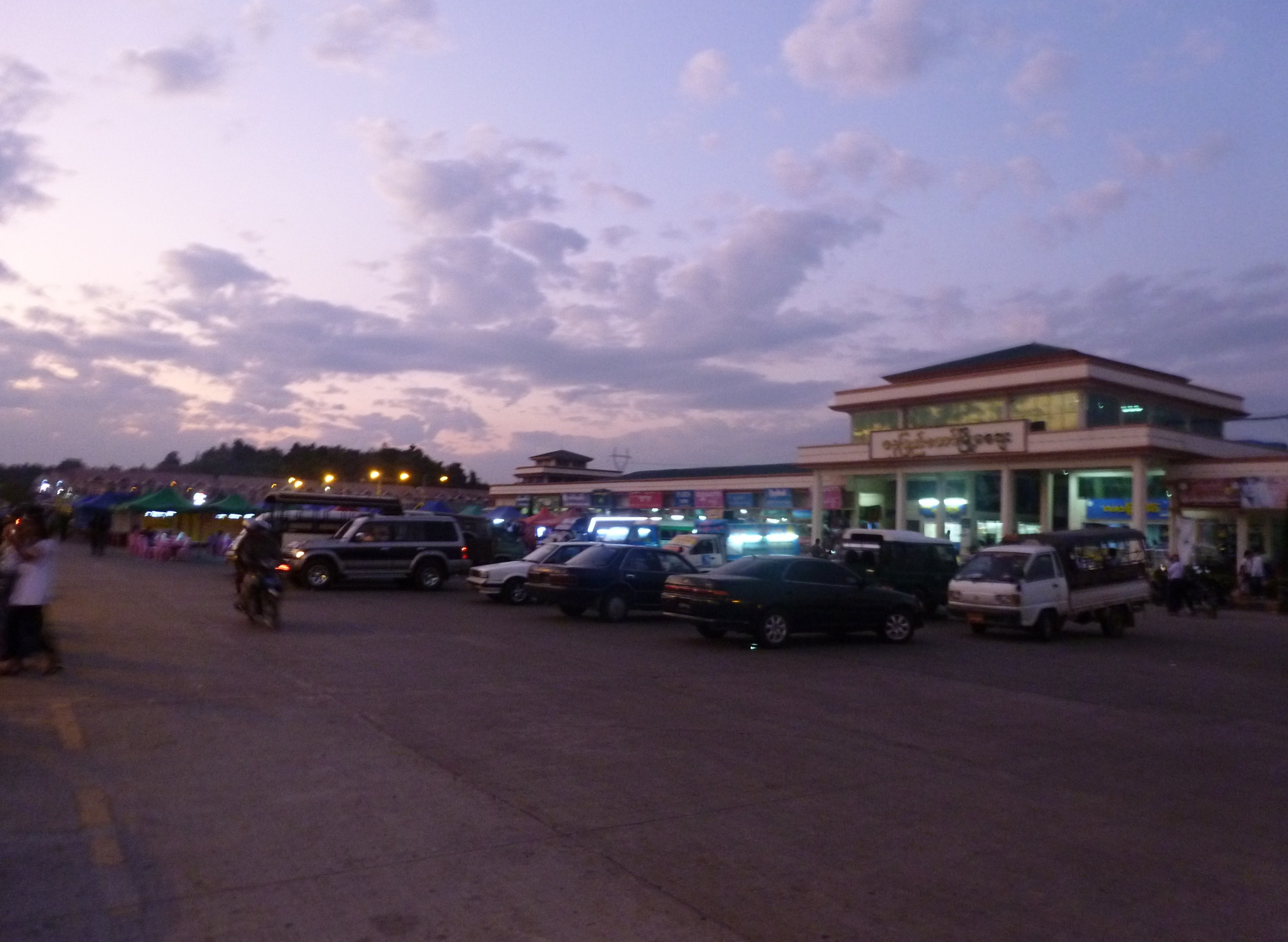
Myoma Market

De hotelzone heeft een handvol villa-achtige hotels in de heuvelachtige buitenwijken van Naypyidaw, met name aan de Yarza Thingahastraat. Anno 2015 zijn er twaalf hotels in en om de stad, waarvan er acht in de hotelzone staan en vier in Lewe, aan de Autoweg Yangon–Mandalay. Er stonden veertig villa's gepland nabij het Birmaans Congrescentrum, in voorbereiding op de 25e ASEAN-top in november 2014. De bouw van de villa's begon in 2010 onder leiding van de overheid, maar er waren onvoldoende financiële middelen voor de bouw, waardoor het project aan investeerders uit de private sector moet worden overgedragen.
Er werden 348 hotels en 442 herbergen gebouwd om de atleten en toeschouwers van de Zuidoost-Aziatische Spelen van 2013 te huisvesten.

### Winkelen
De Myoma Market is het huidige commerciële centrum van Naypyidaw.
Andere winkelcentra zijn: Thapye Chaung Market en Junction Centre Mall, welke gebouwd en voltooid werden door de Shwe Taung Group in augustus 2009. Junction Centre is het eerste particuliere winkelcentrum van de hoofdstad. Er zijn ook markten en restaurants in en om de stad.

### Ontspanning

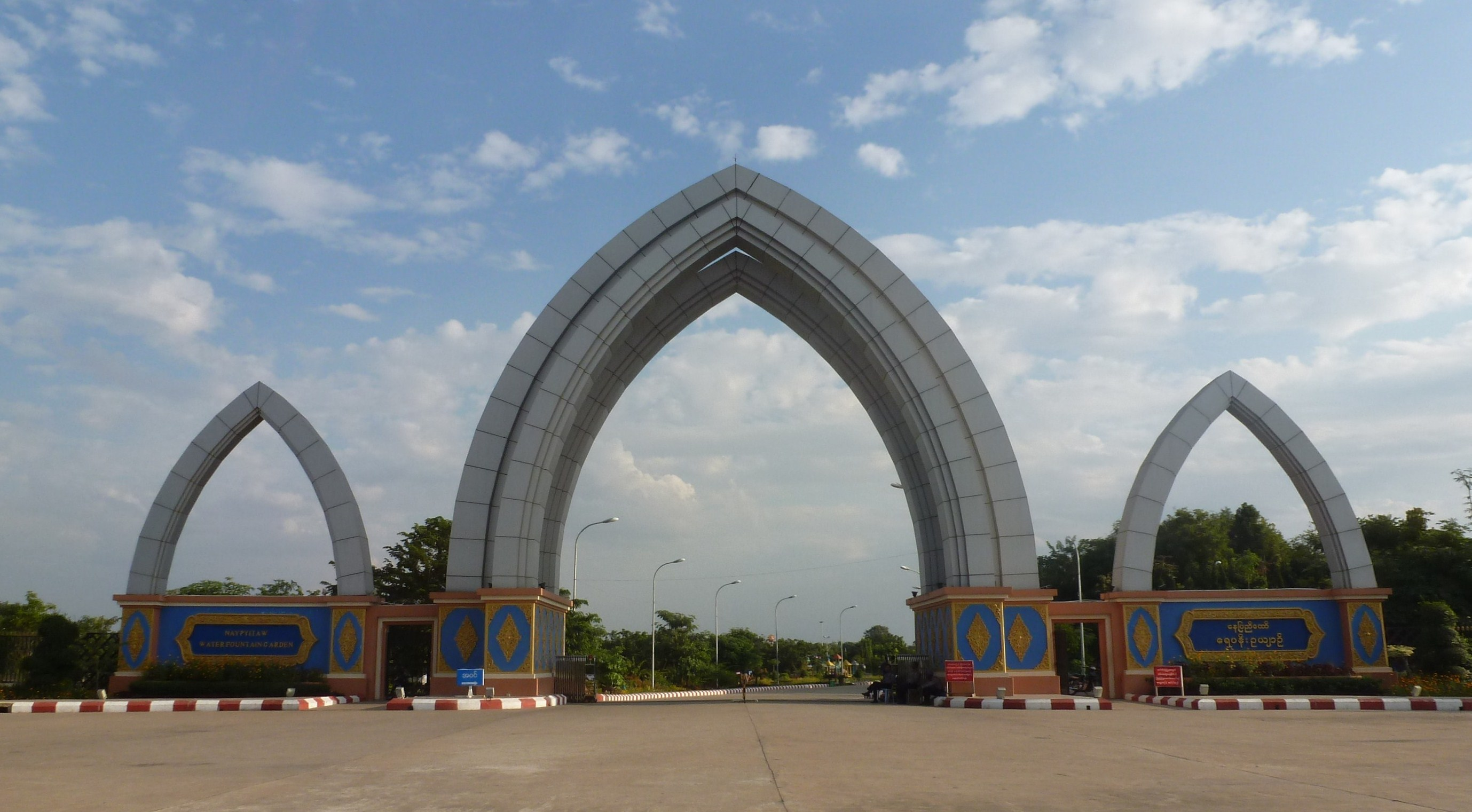
Naypyidaw Water Fountain Garden

Ngalaik Lake Gardens is een klein waterpark, gevestigd naast de dam van Ngalaik, nabij het plaatsje Kyweshin, circa zeven kilometer van de hoofdstad. Het waterpark opende tijdens de Thingyan-feestdagen – het Birmaanse nieuwjaar wat valt in april – in 2008 en heeft waterglijbanen, een natuurgebied, logies en een klein strand.

### Uppatasantipagode
De Uppatasantipagode lijkt sterk op de Schwedagonpagode in Yangon en werd in 2009 voltooid. Deze nieuwe pagode wordt "Uppatasanti" of "Vredespagode" genoemd. Uppatasanti betekent letterlijk "bescherming tegen onheil".

### Internationale zone
De overheid heeft twee hectare aan grond apart gehouden voor buitenlandse ambassades en hoofdkantoren voor missies van de Verenigde Naties. Anno 2015 heeft alleen de ambassade van Bangladesh zich gevestigd in Naypyidaw. De andere ambassades (waaronder de Nederlandse en Belgische), zijn nog gevestigd in de oude hoofdstad Yangon.

## Cultuur
Elk jaar worden de Myanmar Motion Picture Academy Awards in Naypyidaw uitgereikt aan de beste prestaties in de Birmaanse filmwereld. Er is een bioscoop in het Junction Centre Mall, twee in Pyinmana en een in het nabij gelegen Tatkon Township.

## Bestuur
Naypyidaw is een "Union Territory" dat valt onder het directe bestuur van de president van Myanmar. Het dagelijks bestuur ligt namens de president in handen van de raad van Naypyidaw. De voorzitter en leden van de raad van Naypyidaw worden aangewezen door de president en omvatten zowel burgers als vertegenwoordigers van de krijgsmacht.
Op 9 maart 2011 wees president Thein Sein Thein Nyunt aan als Voorzitter van de raad van Naypyidaw, samen met Than Htay, kolonel Myint Aung Than, Kan Chun, Paing Soe, Saw Hla, Myint Swe, Myint Shwe en Myo Nyunt als leden van de raad.
Het Naypyidaw Union Territory bestaat uit de stad en de acht omliggende townships.
- Stadswijken
  - Zeyatheiddhi (ဇေယျသိဒ္ဓိ ရပ်ကွက်)
  - Pyinnyatheddhi (ပညာသိဒ္ဓိ ရပ်ကွက်)
  - Bawgatheiddhi (ဘောဂသိဒ္ဓိ ရပ်ကွက်)
  - Mingalatheiddhi (မင်္ဂလာသိဒ္ဓိ ရပ်ကွက်)
- Reeds bestaande townships
  - Pyinmana (ပျဉ်းမနားမြို့နယ်)
  - Lewe (လယ်ဝေးမြို့နယ်)
  - Tatkon (တပ်ကုန်းမြို့နယ်)
- Nieuwe townships
  - Ottarathiri (ဥတ္တရသီရိ မြို့နယ်)
  - Dekkhinathiri (ဒက္ခိဏသီရိ မြို့နယ်)
  - Pobbathiri (ပုဗ္ဗသီရိ မြို့နယ်)
  - Zabuthiri (ဇမ္ဗူသီရိ မြို့နယ်)
  - Zeyarthiri (ဇေယျာသီရိ မြို့နယ်)

Er zijn soms geschillen over landgebruik en veranderingen in grondbezit met betrekking tot de stedelijke spreiding van Naypyidaw. In het najaar van 2014, bijvoorbeeld, waren er suggesties in het parlement dat er landroof voorkwam in de buurt van Dekkhinathiri Township en dat bestaande wetten moesten worden gewijzigd om een betere bescherming voor de boeren te voorzien. Er is ook kritiek van sommige leden van het parlement op de grootte van het Naypyidaw Union Territory en het feit dat het geld wordt besteed aan stedelijke infrastructuur (zoals verlichting rondom de meren), hoewel deze faciliteiten niet veel nut hebben.

## Onderwijs
Naypyidaw
- No. 1 Basic Education High School

Yezin
- Yezin University of Veterinary Science
- Yezin Agricultural University
- Yezin University of Forestry

## Transport
Openbaar vervoer in de hoofdstad reikt niet verder dan de wijken en buurten binnen de stad. De vierstrooksweg Yangon-Naypyidaw is 323,2 kilometer lang en verbindt Yangon en Naypyidaw direct met elkaar. De weg is een onderdeel van de 563 kilometer lange Autoweg Yangon–Mandalay. In de stad is er een twintigstrooksweg, maar zoals vele wegen in de stad is die nagenoeg leeg. Dit komt omdat het bezitten van een auto in Myanmar enorm duur is.

### Metro
In 2011 kondigden nieuwsbronnen uit Rusland aan dat een Russisch bedrijf een metrolijn van vijftig kilometer lang in Naypyidaw zou gaan bouwen. Niettemin maakte het Ministerie van Spoorvervoer bekend dat er onvoldoende financiële middelen beschikbaar waren voor het project.

### Bussen en auto's
Naypyidaw heeft voornamelijk veel vierstrookswegen. De ministeries zetten in de ochtend en avond pendelbussen in om ambtenaren naar huis en werk te vervoeren. De stad heeft een centraal busstation.
Naar aanleiding van honderden dodelijke verkeersongevallen in 2009 zijn motorfietsen verboden op sommige wegen binnen de stadsgrenzen van Naypyidaw, waaronder delen van de Taw Win Yadana Road.

### Spoorwegen
Het treinstation van Naypyidaw (overal aangegeven als Nay Pyi Taw) ligt op de spoorlijn tussen Yangon en Mandalay, tussen station Ywataw en station Kyihtaunggan.
De Birmaanse spoorwegmaatschappij heeft aangekondigd dat alle treinpassagiers, behalve die op posttreinen en lokale treinen, moeten uitstappen bij station Nay Pyi Taw, omdat treinen na de ingebruikname van station Nay Pyi Taw niet meer stoppen bij station Pyinmana. De reis van Yangon naar Pyinmana en Naypyidaw duurt ongeveer negen uur.

### Luchtvaart
De Internationale Luchthaven Naypyidaw, voorheen bekend als Luchthaven Ayelar, ligt zestien kilometer buiten de stad, tussen Ela en Lewe. De luchthaven wordt bediend door alle binnenlandse luchtvaartmaatschappijen: Air Bagan, Air Mandalay, Myanma Airways, FMI Air en Yangon Airways, met vluchten naar Yangon en andere luchthavens in Myanmar. Het vliegveld wordt sinds 2009 verbouwd om tot 3.500.000 passagiers per jaar aan te kunnen.
Er zijn directe internationale vluchten beschikbaar, zoals naar Bangkok en Kunming. Air Asia exploiteert sinds november 2014 een directe verbinding tussen Naypyidaw en Kuala Lumpur.

## Galerij

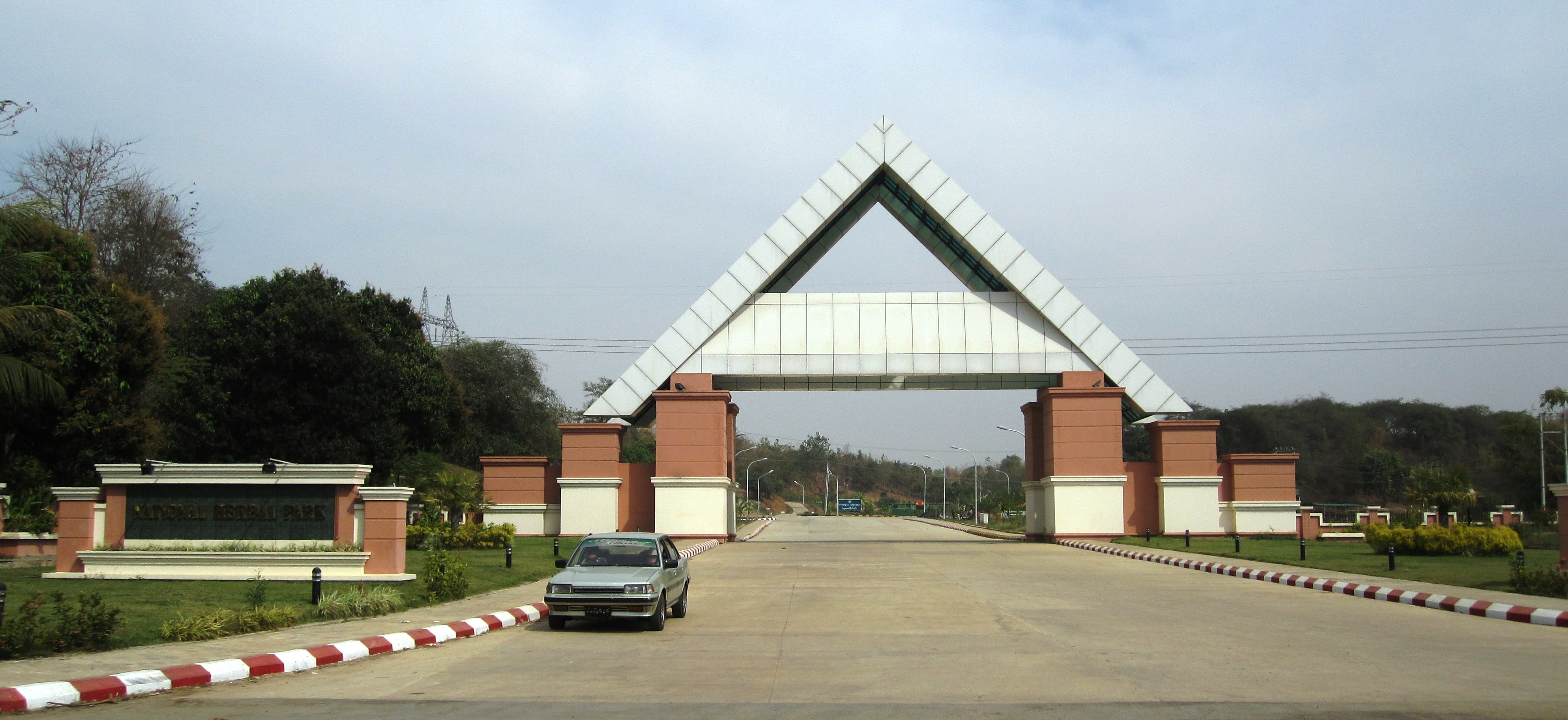
Ingang van het National Herbal Park
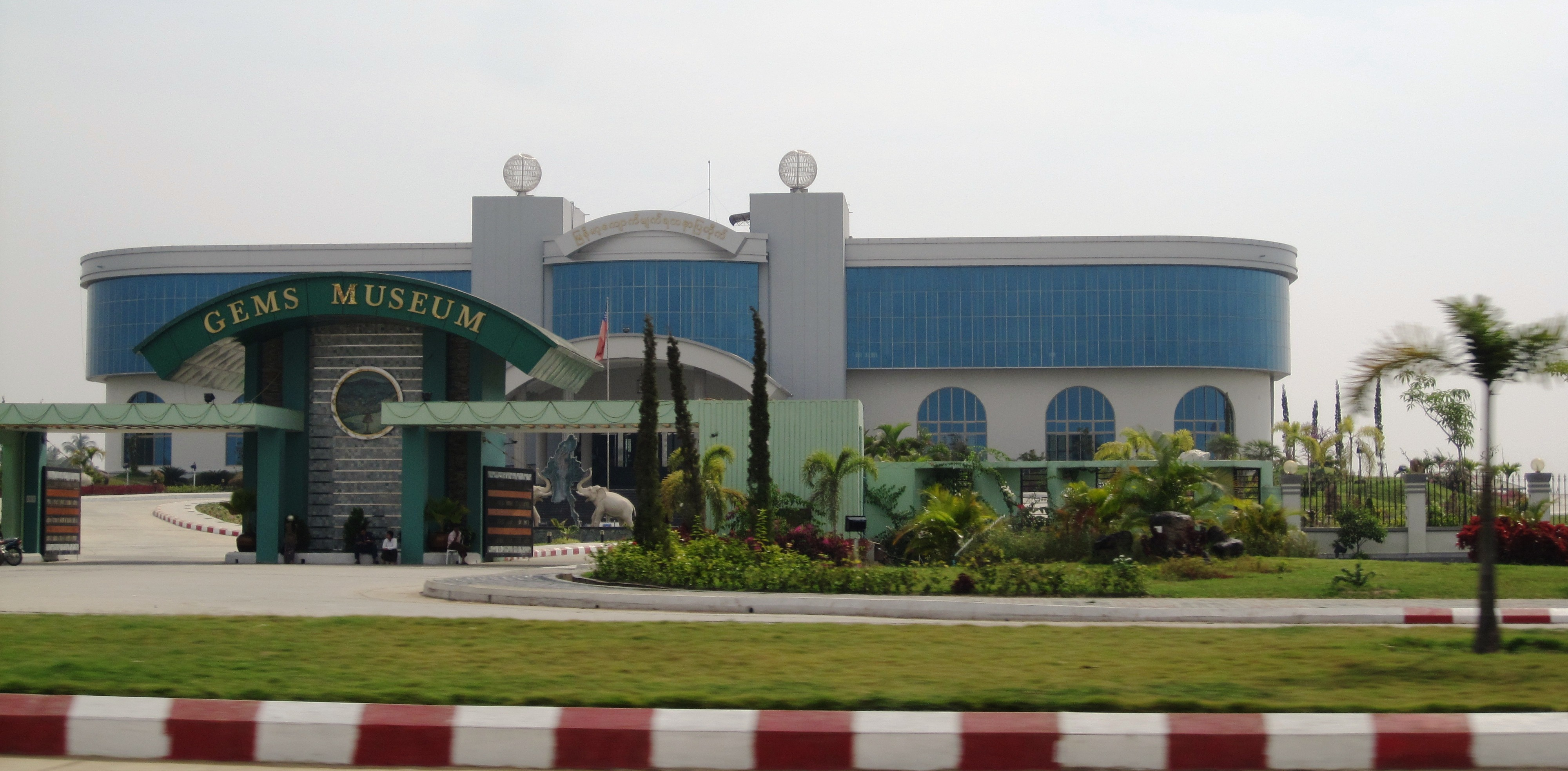
Naypyitaw Gems Museum